# جورج استینی
جورج جونیوس استینی جونیور (به انگلیسی: George Junius Stinney Jr) (زاده ۲۱ اکتبر ۱۹۲۹ – درگذشته ۱۶ ژوئن ۱۹۴۴) نام یک پسر نوجوان آمریکایی از تبارآفریقایی‌ بود. که در سن ۱۴ سالگی به اشتباه به جرم قتل دو دختر سفید پوست ۷ و ۱۱ ساله در سال ۱۹۴۴ در زادگاهش در آلکولو کارولینای جنوبی متهم شد. او در ماه ژوئن همان سال و در حالی که تنها ۱۴ سال سن داشت با صندلی الکتریکی اعدام شد. وی جوان‌ترین آمریکایی اعدام‌ شده‌است.اما ۷۰ سال بعد بیگناهی وی ثابت شد.کتاب ماه بلند آسمان،برای نوجوانان،اثر کارین پارسونز،به این واقعه ی تلخ اشاره کرده و به این مسئله با جزئیات پرداخته، و فیلمی به اسم مسیر سبز در سال ۱۹۹۹ ساخته شد که به زندگی جورج شبیه است.